# Rufus Wainwright
Rufus Wainwright (ur. 22 lipca 1973 w Rhinebeck w stanie Nowy Jork) – amerykański piosenkarz pochodzenia kanadyjskiego, syn Loudona Wainwrighta III, popularnego w latach siedemdziesiątych piosenkarza folkowego.
Grę na pianinie rozpoczął mając sześć lat. W wieku trzynastu lat wspólnie ze swoją siostrą, matką oraz ciotką założyli zespół McGarrigle Sisters and Family. W tym okresie największą sławę przyniosła mu piosenka „I’m Running”, za którą w 1988 roku otrzymał nagrodę Genie Award for Best Original Song. Studiował klasyczną oraz „rockową” grę na pianinie na Uniwersytecie McGill. Otwarcie przyznaje się do bycia osobą homoseksualną. Określa siebie jako libertarianina.

## Życiorys

### Wczesne lata
Urodził się w Rhinebeck w stanie Nowy Jork jako syn kanadyjskiej piosenkarki Kate McGarrigle i amerykańskiego śpiewaka folkowego Loudona Wainwrighta III. Jego rodzice rozwiedli się, gdy miał trzy lata. Uczył się muzyki, występował z matką i siostrami w rodzinnym zespole, uczęszczał do porządnych szkół. W młodości zaznał – jak sam to stwierdził – gejowskiej rozwiązłości, otarcia się o dno narkotykowego uzależnienia, gdy pierwsza sława uderzyła mu do głowy.
Na pianinie zaczął grać w wieku 6 lat, mając 13 zaczął koncertować z siostrą Marthą, matką Kate i ciotką Anną, jako zespół McGarrigle Sisters and Family. Piosenka „I’m Runnin’”, którą zagrał w filmie Tomek Oszukaniec i znaczkowy podróżnik (grał w nim bohatera drugoplanowego), sprawiła, że został nominowany w 1989 do Nagrody Genie w kategorii Best Original Song w wieku lat 14. Był również nominowany do Juno Award w 1990 w kategorii „Najbardziej obiecujący wokalista roku” (org. „Most Promising Male Vocalist of the Year”).
Przez większość dzieciństwa mieszkał z matką w Montrealu, studiował na Uniwersytecie Concordia i Uniwersytecie McGill zarówno klasyczną, jak i nowoczesną muzykę fortepianową. Niektóre z jego piosenek pokazują dobrą znajomość francuskiego. Wainwright wciąż mieszka w Kanadzie.
Jako gej ujawnił się będąc jeszcze nastolatkiem. W wydaniu Rolling Stone z 11 listopada 1999 Wainwright powiedział, że ojciec rozpoznał w nim homoseksualistę. „Jeździliśmy razem samochodem, leciało Heart of Glass, a ja poruszałem ustami i udawałem, że jestem Debbie Harry [wokalistka rockowego zespołu Blondie]. To tylko jedna z wielu oznak.” Jednakże później przyznał: „Matka i ojciec nie umieli poradzić sobie z tym, że jestem gejem. Nigdy o tym tak naprawdę nie rozmawialiśmy.”
Dorastając, Wainwright zainteresował się operą (widać to w jego piosence Barcelona, w którą wpleciony jest tekst Giuseppe Verdiego). Słuchał również artystów takich jak Édith Piaf, Al Jolson, czy Judy Garland.
W wieku 14 lat Wainwright został zgwałcony w londyńskim Hyde Parku, po poderwaniu mężczyzny w barze. Przez siedem lat od tego zdarzenia nie utrzymywał stosunków płciowych. Później mówił o tej nocy w wywiadzie: „Powiedziałem, że chcę iść do parku zobaczyć gdzie odbywa się ten duży koncert. Myślałem, że to będzie romantyczna przechadzka, a on zgwałcił mnie, obrabował i próbował udusić.” Twierdzi, że przeżył tylko dlatego, że udał atak epilepsji.

### Kariera
Po staniu się stałym muzykiem grającym co tydzień w Cafe Sarajevo w Montrealu, Wainwright nagrał kilka dem, wyprodukowanych przez Pierre Marchanda (który wyprodukował również Poses). Taśmy trafiły do rąk Lenny’ego Waronkera z DreamWorks, wkrótce wytwórnia podpisała z Wainwrightem kontrakt. Wiosną 1996 r. Rufus przeniósł się do Nowego Jorku i tam zaczął grywać w klubie Fez, żeby zdobyć publiczność. Jesienią przeprowadził się do Los Angeles i tam nagrał swój pierwszy album (eponimicznie zatytułowany Rufus Wainwright) wyprodukowany przez Jona Briona i Van Dyke Parksa. Płyta została wydana wiosną 1998 i od razu zyskała przychylność krytyków, a przez magazyn „Rolling Stone” została nazwana jedną z najlepszych płyt roku. Przez ten sam magazyn Wainwright został później nazwany najlepszym debiutem roku.
Latem 1998 Rufus koncertował z synem Johna Lennona Seanem, później zaczął swoją pierwszą trasę koncertową. W grudniu 1998 pojawił się w reklamie Gap śpiewając piosenkę: What Are You Doing New Year’s Eve?. Ta promocja przyniosła mu zwiększenie zainteresowania jego osoba oraz duży wzrost sprzedaży płyt.
1 marca 1999 w Hoboken Wainwright rozpoczął trasę koncertową, która trwała do połowy maja. Następnie aż do lata wziął sobie trochę wolnego czasu i odstawił muzykę na drugi plan. Mieszkał w Chelsea Hotel w Nowym Jorku przez sześć miesięcy, podczas których napisał większość piosenek na swój drugi album.
5 czerwca 2001 ukazało się Poses, które zdobyło porównywalną przychylność krytyków jak debiutancka płyta, jednak Wainwright nie był zadowolony z jej sprzedaży.
Od 2001 do 2004 Wainwright koncertował z Tori Amos, Stingiem, Benem Foldsem i Guster, jak również w 2001 i 2002 odbył trasę koncertową promującą Poses. Często występuje również ze swoją siostrą Marthą Wainwright w chórku. Mimo pozyskania licznej grupy fanów i przychylności krytyków, Wainwright osiągnął umiarkowany sukces komercyjny w Stanach. Dopiero niedawno wydana – wyprodukowana przez Neila Tennanta z Pet Shop Boys – płyta Release the Stars spotkała się tam z ogromną uwagą mediów. Rufus zakończył na wiosnę 2007 serię koncertów z piosenkami Judy Garland, a obecnie kontynuuje światową trasę koncertową promującą jego ostatnią solową płytę.
Piosenki śpiewane przez Wainwrighta pojawiły się w wielu filmach m.in. „Maker Makes” w Tajemnicy Brokeback Mountain), „Complainte de La Butte” w Moulin Rouge! czy „Hallelujah” w Shreku)
Staje się coraz bardziej popularny także w Polsce. 11 kwietnia po raz pierwszy wystąpił w Polsce, w warszawskim klubie Palladium.
W 2008 roku pojawił się gościnnie na albumie Easy Come Easy Go Marianne Faithfull.
W 2009 roku Robert Wilson wyreżyserował w Berliner Ensemble spektakl oparty na sonetach Szekspira, do których muzykę napisał Wainwright.
W 2009 roku miała premierę opera autorstwa artysty pt. Prima Donna, która oparta jest na życiu Marii Callas.
31 sierpnia 2010 roku wystąpił w uroczystym koncercie w reżyserii Roberta Wilsona zatytułowanym: „Solidarność, Twój anioł Wolność ma na imię”, zorganizowanym w Gdańsku z okazji 30 rocznicy podpisania Porozumień Sierpniowych i powstania „Solidarności”, śpiewając przebój Leonarda Cohena „Hallelujah”.
1 października 2011 roku wystąpił w koncercie z okazji 60. urodzin Stinga w Beacon Theatre w Nowym Jorku, śpiewając przebój The Police „Wrapped Around Your Finger”.
23 sierpnia 2012 w Montauk zawarł związek małżeński z niemieckim producentem teatralnym i administratorem sztuki Jörnem Weisbrodtem. Ich córka Viva Katherine urodziła się 2 lutego 2011 w Los Angeles. Rodzicami zostali Wainwright i Lorca Cohen, córka Leonarda Cohena.

## Dyskografia
- Rufus Wainwright (1998)
- Poses (2001)
- Want One (2003)
- Want Two (2004)
- Release the Stars (2007)
- All Days Are Nights: Songs for Lulu (2010)
- Out of the Game (2012)
- Prima Donna (2015)[9]
- Take All My Loves: 9 Shakespeare Sonnets (2016)[10]
- Unfollow the Rules (2020)